# Sydlig filippindvärguv
Sydlig filippindvärguv (Otus everetti) är en fågel i familjen ugglor inom ordningen ugglefåglar

## Utseende och läte
Sydlig filippindvärguv är en rätt liten uggla. Ovansidan är mörkbrun med bandade vingpennor. Undersidan är gråaktig, på bröstet mörkare med svarta teckningar. Ansiktsskivan är ljusgrå kantad av en svart linje. Ljusa örontofsar formar som ett "V". Arten delar delvis utbredningsområde med goliatdvärguven och mindanaodvärguven, men den förra är mycket större och den senare något mindre och ljusare med kortare örontofsar. Bland lätena hörs en fallande serie som avsluttas i ett morrande: "oowok! oowok! oowok! grrrr".

## Utbredning och systematik
Sydlig filippindvärguv återfinns i Filippinerna på öarna Bohol, Samar, Biliran, Leyte, Mindanao och Basilan). Den behandlas som monotypisk, det vill säga att den inte delas in i några underarter. Tidigare betraktades den som en underart av Otus megalotis, som idag urskiljs som nordlig filippindvärguv, men behandlas som egen art efter studier.

## Status och hot
Arten har ett stort utbredningsområde, men tros minska i antal, dock inte tillräckligt kraftigt för att den ska betraktas som hotad. Internationella naturvårdsunionen IUCN listar därför arten som livskraftig (LC).

## Namn
Fågelns vetenskapliga artnamn hedrar Alfred Hart Everett (1848-1898), engelsk administratör i Sarawak 1872-1890, naturforskare och samlare av specimen i Filippinerna och Ostindien. Tidigare kallades den everettdvärguv även på svenska, men tilldelades 2024 ett mer informativt namn av BirdLife Sveriges taxonomikommitté.